# Presa di Santiago (1585)
La presa di Santiago fu un evento militare che ebbe luogo tra l'11 ed il 28 novembre 1585 nel corso della guerra anglo-spagnola (Santiago era il principale porto dell'arcipelago di Capo Verde). Una spedizione inglese guidata da Francis Drake prese il porto e la città di Cidade Velha nell'arcipelago di Capo Verde che apparteneva alla corona del Portogallo (in unione con la Spagna). Questi saccheggiò il luogo e marciò all'interno dell'isola verso São Domingos e Praia. Dopo questi atti Drake tornò alla pirateria in altri possedimenti spagnoli nelle Americhe.

## Antefatto
La guerra anglo-spagnola era scoppiata quando Filippo II di Spagna aveva dichiarato guerra a seguito del Trattato di Nonsuch nel quale Elisabetta I d'Inghilterra aveva offerto il proprio supporto ai ribelli protestanti della rivolta olandese. La regina, tramite Francis Walsingham, aveva ordinato a sir Francis Drake di guidare una spedizione e di attaccare le colonie del Nuovo Mondo spagnolo come attacco preventivo.

### La spedizione
La spedizione partì da Plymouth, in Inghilterra, il 14 settembre 1585 con sir Francis Drake al comando di 21 navi con 1800 soldati a bordo al comando di Christopher Carleill. Salpando da Plymouth egli dapprima attaccò Vigo in Spagna e mantenne la città per due settimane razziandola alla ricerca di rifornimenti. Drake ad ogni modo aveva inteso questo attacco come diversivo e sperava con esso di ingannare gli spagnoli facendogli pensare ad altre mete come le Canarie anziché i Caraibi. Dopo aver preso a bordo diversi barili di acqua potabile dall'isola di La Gomera (dove non trovò opposizione), proseguì il suo viaggio puntando verso sud verso l'isola portoghese di Capo Verde. In virtù dell'Unione Iberica, il Trattato anglo-portoghese del 1373 era stato abolito, e l'inizio della guerra con la Spagna pose in come nemici anche i portoghesi i quali divennero tra gli obbiettivi principali degli inglesi per le grandi ricchezze importate dalle loro colonie verso l'Europa.

### Capo Verde
Le isole di Capo Verde erano un arcipelago relativamente povero che fino al 1580 era stato nelle mani dei portoghesi e che ora era controllato dalla Spagna, come si è detto. La città di Cidade Velha si trovava a sudovest dell'isola di Santiago, la maggiore delle isole dell'arcipelago ed era la principale base portoghese per le operazioni schiaviste sulla costa occidentale africana, oltre ad esportare zucchero e vestiti. Il villaggio era protetto da due batterie d'artiglieria che coprivano sia l'area del porto con un totale di quasi cinquanta cannoni, ma le difese necessitavano all'epoca di evidenti riparazioni.
Drake giunse al largo dell'arcipelago all'inizio di novembre e ne pianificò l'assalto.

## La presa di Santiago
La sera dell'11 novembre, col favore della notte, Christopher Carleill lanciò l'assalto con quasi 1000 uomini che fece sbarcare a quattro miglia ad est della spiaggia. Il gruppo non incontrò resistenza e verso sera marciò in città.

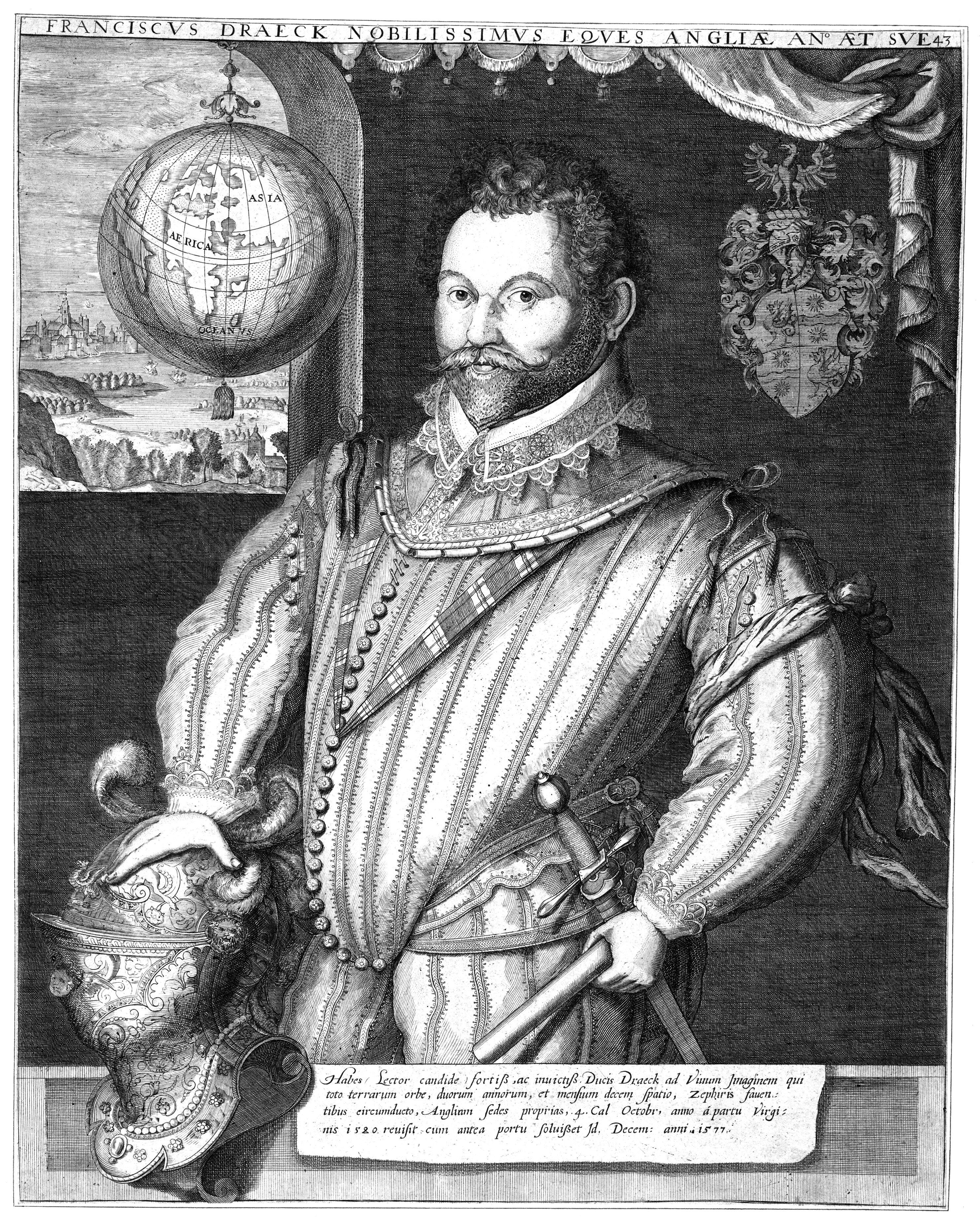
Sir Francis Drake

### Cidade Velha
Le navi di Drake si misero in posizione il giorno dell'anniversario dell'ascesa al trono della regina Elisabetta I e fu il capitano a ordinare lo sparo di alcuni colpi a salve in onore della sovrana per poi dare il via al bombardamento delle difese della città. Gli spagnoli ed i portoghesi risposero al fuoco, ma i loro colpi furono sporadici, e ben presto gli uomini di Carleill riuscirono a occupare le batterie e a prendere possesso dei cannoni del nemico. Gli abitanti lasciarono il paese e gli inglesi occuparono una città fantasma: gli unici rimasti furono un gruppo di anziani e 26 ammalati di febbre che si trovavano all'ospedale locale.
Per sera la Croce di San Giorgio sventolava sul punto più alto della città, gli uomini di Drake avevano saccheggiato ciò che poterono e riuscirono a catturare anche sette navi di schiavisti portoghesi che si trovavano all'ancora nel porto e che vennero aggiunte al convoglio inglese. Il gruppo catturò anche una caravella costruita nel porto. Dalle batterie, gli inglesi trassero cannoni in bronzo oltre a polvere da sparo, seta e vestiti. Le case vennero saccheggiate nel cibo ed i campi coltivati vennero distrutti; vennero prese anche le campane di bronzo della cattedrale.
Drake pose il proprio quartier generale ed inviò degli emissari a cercare di contattare il nemico, minacciando il governatore portoghese che avrebbe messo a ferro e fuoco ogni casa se non gli fosse stato corrisposto un riscatto. Dopo alcuni giorni senza risposta, ad ogni modo, Drake decise di interrogare i prigionieri catturati. Questi rivelarono a Drake che il governatore era stato visto nel vicino villaggio di São Domingos, e pertanto venne predisposta una spedizione.

### São Domingos
Drake e Carleill si posero alla guida di una forza di 600 soldati coi quali si avventurarono tra le aride colline dell'interno dell'isola di Santiago. Gli abitanti di São Domingos abbandonarono la città quando seppero dell'arrivo degli inglesi e pertanto Drake ed i suoi uomini poterono saccheggiare l'abitato indisturbati, e quindi lo posero a ferro e fuoco. Gli inglesi ritornarono verso la costa, riuscendo a intercettare due disertori i quali, secondo la legge militare dell'epoca, vennero uccisi e poi mutilati.
Il 28 novembre, Drake fece l'ultimo suo tentativo di contattare il governatore per farsi pagare un riscatto; viceversa avrebbe attaccato il villaggio di Praia, saccheggiandolo.

### Praia
Drake inviò Carleill in un'altra spedizione a nove miglia ad est, lungo la costa, sino al raggiungimento del villaggio di Praia.
L'arrivo di Carleill coincise con l'apparizione di Drake e della sua flotta al largo del porto locale. I circa 1 000 abitanti fuggirono al sicuro, lasciando a Drake il controllo del villaggio che venne raso al suolo, risparmiando solo l'ospedale cittadino, ma il bottino fu povero e pertanto il gruppo fece ritorno a Santiago.

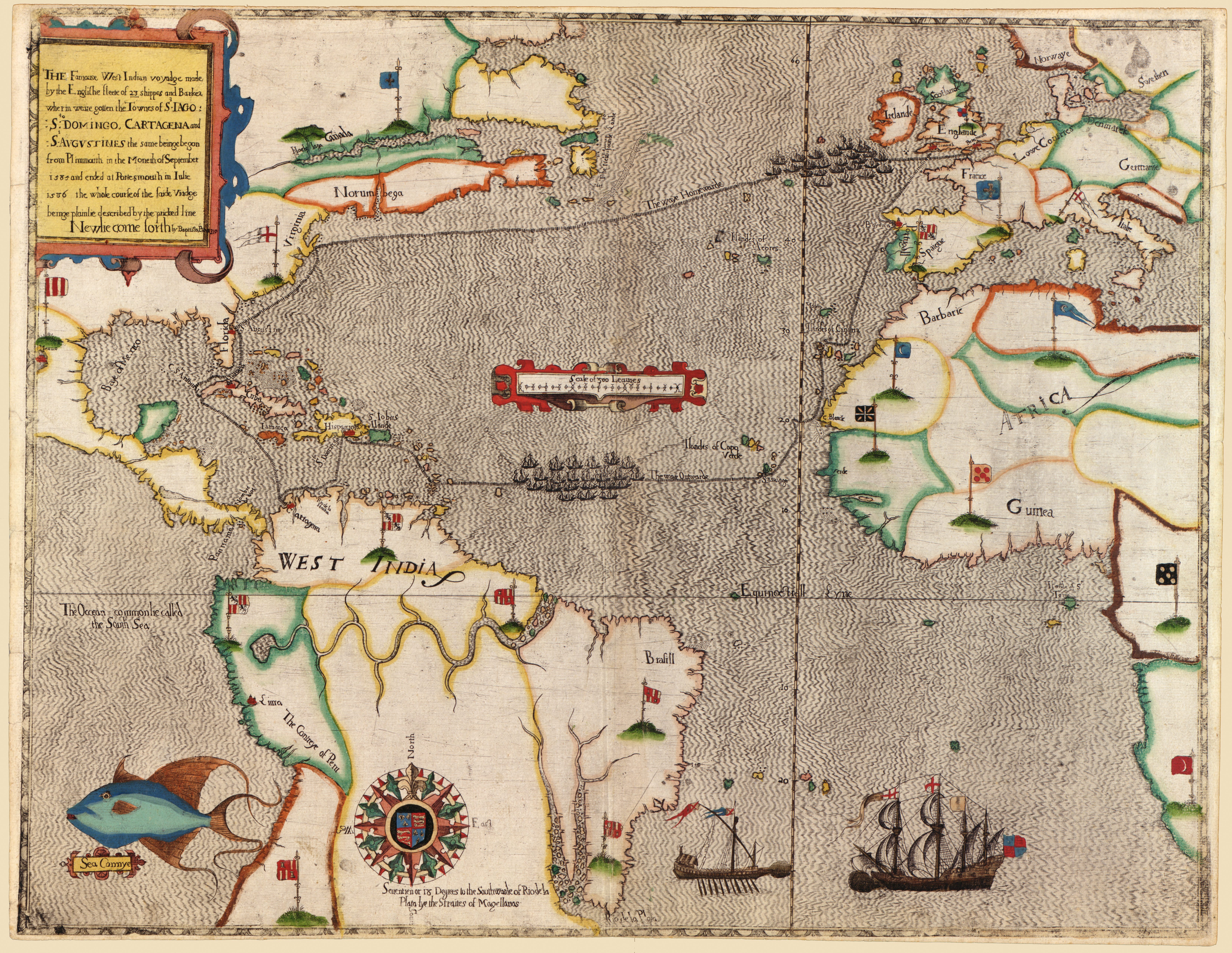
I viaggi di Drake nelle Indie occidentali ed il raid di Santiago

Drake lascio l'arcipelago il giorno dopo la presa di Praia, ma prima di levare le ancore ordinò che anche la città di Cidade Velha fosse razziata come messaggio finale al governatore locale ed agli spagnoli.

## Conseguenze
L'ultimo giorno di novembre, le navi di Drake fecero rotta verso ovest, nell'Oceano Atlantico, verso i Caraibi e verso le Americhe. Molti uomini dell'equipaggio avevano risentito delle malattie tropicali, ma riuscirono comunque a condurre brillantemente tre separati attacchi, a Santo Domingo, a Cartagena de Indias ed infine a St. Augustine.
Dopo questi raids si portò con le sue navi ed i suoi uomini alla colonia di Roanoke che sir Walter Raleigh aveva fondato in Nord America, insediamento che rifornì di beni e contribuì a riportare in patria gratuitamente alcuni coloni. Raggiunse l'Inghilterra il 22 luglio, a Portsmouth, dove venne accolto come un eroe.
Dopo l'esperienza di Drake e degli inglesi, spagnoli e portoghesi fortificarono ulteriormente l'isola e le difese vennero rinforzate con la costruzione, nel 1590, del Fort Real de São Filipe ancora oggi presente.